# Anta do Pai Anes
Die Anta do Pai Anes ist eine Megalithanlage etwa 1,7 km nordwestlich Póvoa e Meadas, in der Gemeinde (portugiesisch Freguesia) Nossa Senhora da Graça de Póvoa e Meadas im Kreis (portugiesisch Concelho) Castelo de Vide, Distrikt Portalegre im nordöstlichen Alentejo. Die Fundstelle liegt in leichter Hanglage etwa 100 m westlich der namengebenden Ribeira de Pai Anes.
Anta, Mámoa, Dolmen, Orca und Lapa sind die in Portugal geläufigen Bezeichnungen für die ungefähr 5000 Megalithanlagen, die während des Neolithikums im Westen der Iberischen Halbinsel von den Nachfolgern der Cardial- oder Impressokultur errichtet wurden.

## Denkmalpflege
1959 wurde die Anlage erstmals von Georg und Vera Leisner beschrieben und 1997 als  Imóvel de Interesse Público eingetragen und geschützt. 1982 wurde das Megalithgrab von der archäologischen Sektion der Gemeinde in einer inoffiziellen Grabung untersucht.
Die Fundstelle, die auf Privatbesitz liegt, ist heute stark gestört. Mit den Restaurierungs- und Konservierungsmaßnahmen des Jahres 2003 wird versucht, dem weiteren Verfall der Anlage entgegenzuwirken.

## Befund
Die langgestreckt polygonale Grabkammer wurde durch ehemals sieben bis zu 50 cm dicke Tragsteine (Orthostaten) aus Granit gebildet. Sechs der Tragsteine sind noch erhalten, fünf davon in situ, wenn auch aus ihrer ursprünglichen Position leicht verschoben. Der Deckstein der Grabkammer ist nicht erhalten.
Der erste Tragstein ist im unteren Bereich mit einer länglichen Einkerbung über die gesamte Breite und zwei konzentrischen Grübchen nahe der Spitze verziert.
Bisher ergaben sich weder Hinweise auf einen Korridor noch auf eine Überhügelung (Mámoa) des Grabes.

## Funde
Die Funde der Untersuchungen beschränken sich bisher auf eine Schieferaxt.
Die Datierung der Anlage kann nur allgemein in den Zeitraum vom 4. bis 3. Jahrtausend v. Chr. erfolgen.